# Wŏnsan
Wŏnsan ist eine Hafenstadt in Nordkorea und mit 329.207 Einwohnern die sechstgrößte Stadt des Landes. Sie ist Verkehrsknoten, Industriestadt, Kulturzentrum mit Universitäten, Hoch- und Fachschulen, Theater und Museen. Wŏnsan ist Hauptstadt der Provinz Kangwŏn-do.

## Geografische Lage
Die Stadt liegt in Nordkorea an der Ostküste zum Japanischen Meer. Die geographischen Koordinaten sind 39,16 Grad nördlicher Breite und 127,43 Grad östlicher Länge.

## Geschichte

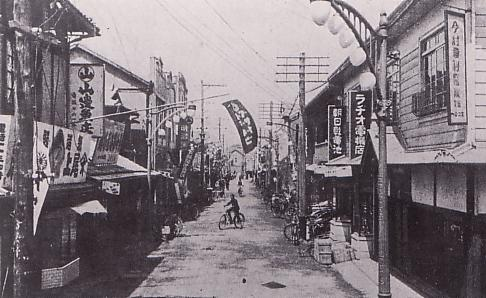
Genzan zu der Zeit, als die Stadt Teil des Japanischen Kaiserreichs war

Zwischen 1910 und 1945 war Korea Teil des Japanischen Kaiserreichs. Da Japanisch in dieser Zeit Nationalsprache war, wurde der Stadtname 元山 japanisch Genzan gelesen.

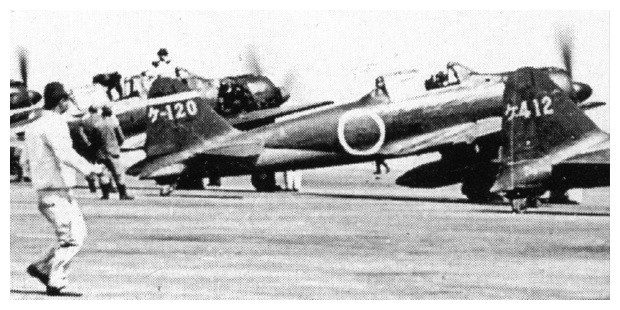
Flieger des Typs Mitsubishi A6M stationiert in Genzan (Aufnahme von 1940/41)

Im Zweiten Weltkrieg diente sie den Streitkräften der Kaiserlich Japanischen Marine als Stützpunkt.

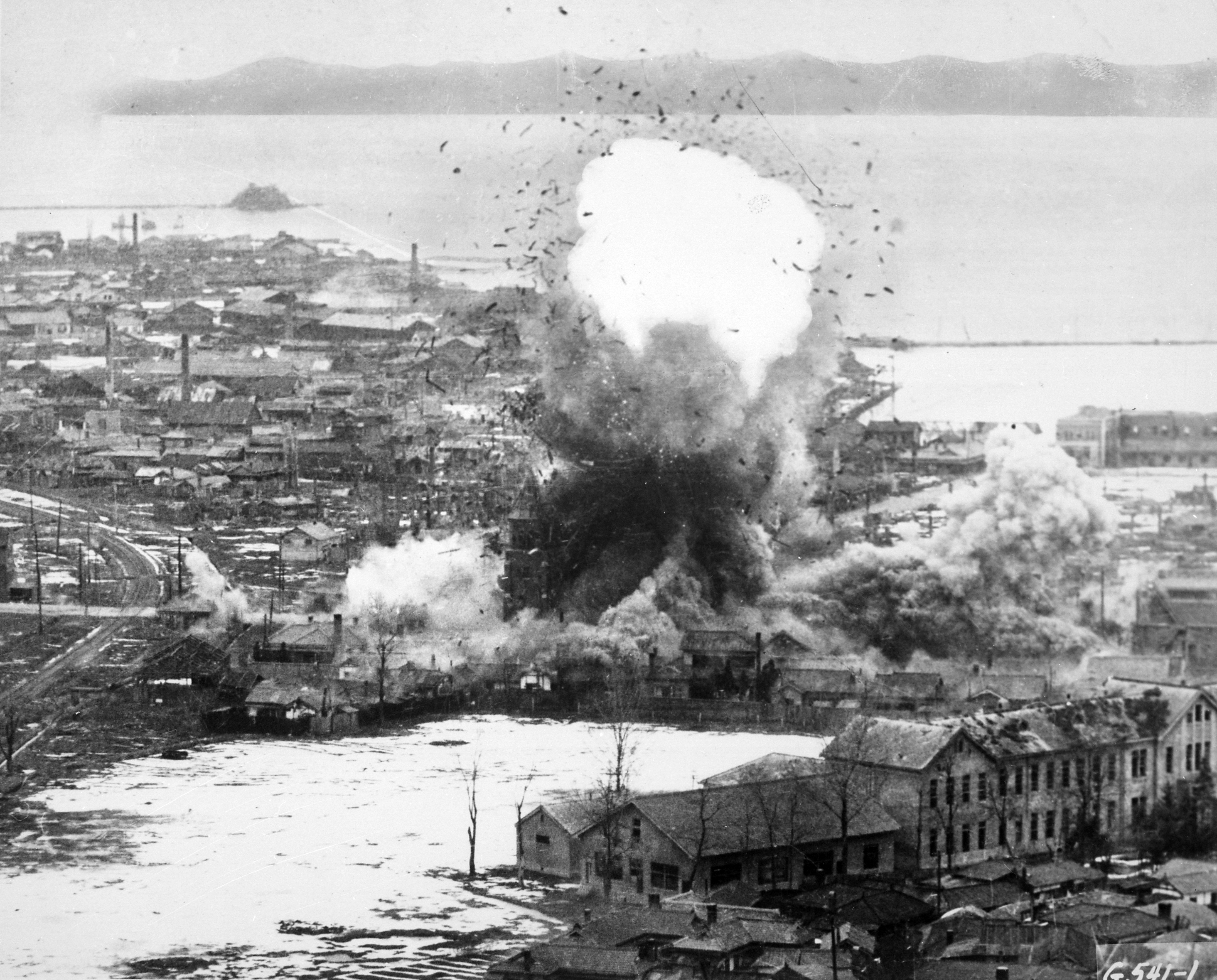
Einschlag einer Bombe in Wonsan während des Koreakriegs

Im Koreakrieg (1950–1953) war sie Schauplatz einer Landungsoperation und weiterer Kämpfe. Dabei wurde sie schwer beschädigt. Nach dem Krieg wurde die Stadt zu einem Industrie- und Verkehrszentrum der Region ausgebaut.

## Kultur und Sehenswürdigkeiten
Die Stadt Wŏnsan gilt in Nordkorea als beliebter Badeort für Einheimische und ist eine der wenigen Gegenden, wo auch Touristen im Rahmen eines regulären Aufenthaltes am Badevergnügen teilhaben können, allerdings in den meisten Fällen nur in Begleitung der Reiseleiter.
In Wŏnsan unterhält Kim Jong-un als oberster Führer eines seiner 13 Privatresorts mit angeschlossener Kommandozentrale.

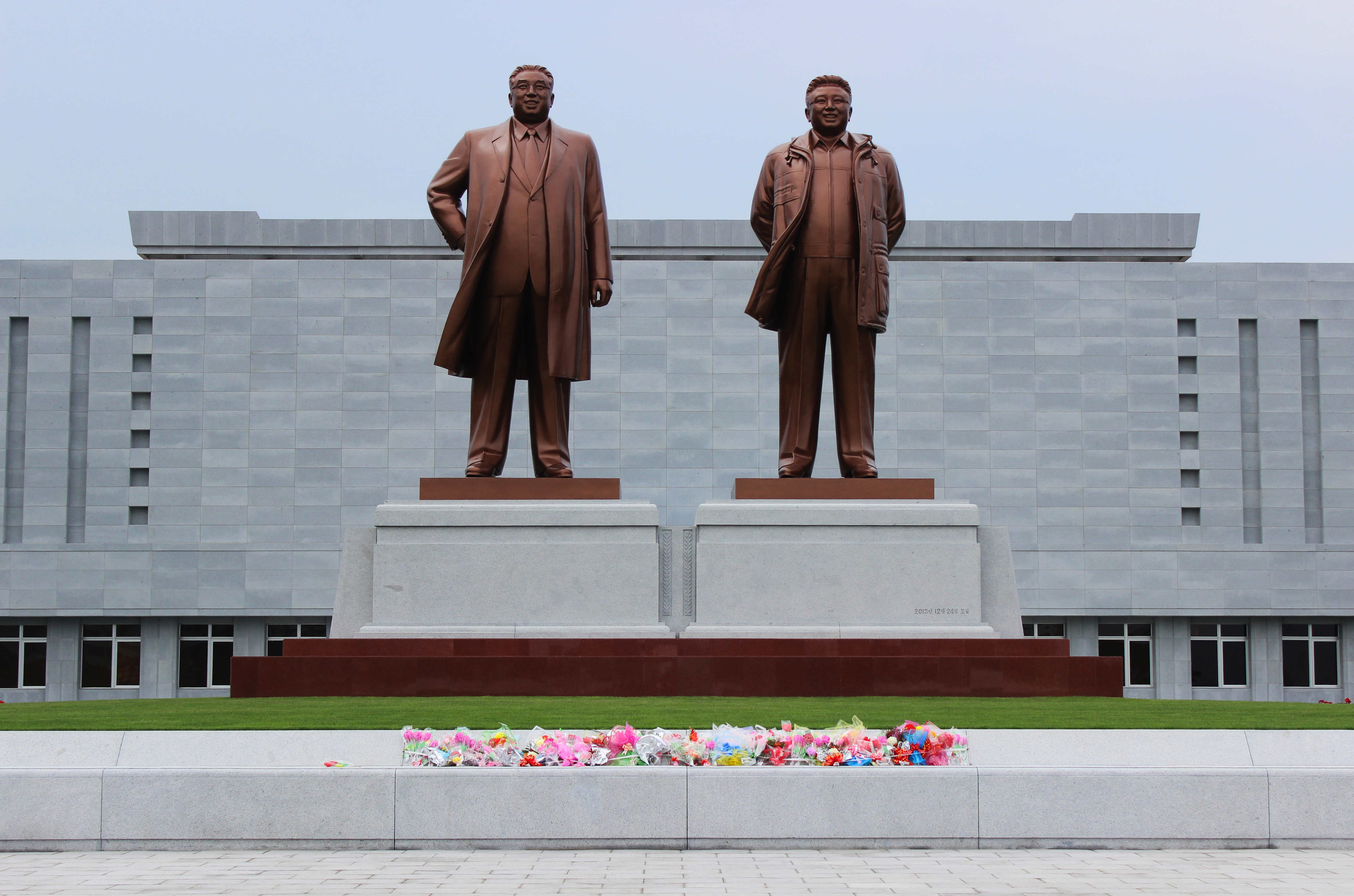
Doppelstatue Kim Il Sung - Kim Jong Il

Der eigentliche Badebezirk liegt im Stadtteil Songdowon, wo dem Besucher auf einem 500 Hektar großen Areal botanische Gärten, Zoos, Lotosteiche, Freilufttheater und Pavillons angeboten werden. In den Kiefernwäldern mit den 700 Jahre alten Bäumen gibt es Ferienhäuser und Sportplätze für diverse Freizeitaktivitäten. Im nahegelegenen Park kann man Bootsfahrten auf einem künstlich angelegten See unternehmen.
Im Dezember 2013 wurde eine dem Großmonument Mansudae entsprechende bronzene Doppelstatue von Kim Il-sung und Kim Jong-il in Wŏnsan eingeweiht.
Rund um Wŏnsan befinden sich zwei große Seen:
- Der 37 km von der Stadt entfernte Tongjong-See (Fläche: 5 km²) wurde durch einen großen Sandhügel auf natürliche Weise vom Meer abgetrennt und dient heute als Badesee.
- Der 47 km südlich der Stadt in Richtung der Touristenregion Kŭmgang-san gelegene Sijung-See (Fläche: 3 km²) ist mit 3,5 m Tiefe recht flach und dient mit seinem auf Schlammpackungen spezialisierten Sanatorium am Ufer auch als Stätte für Kuraufenthalte.

## Wirtschaft und Infrastruktur

### Wirtschaft
Wŏnsan liegt in einem landwirtschaftlich genutzten Gebiet. Es werden vor allem Reis und Sojabohnen angebaut. In der Umgebung der Stadt wird Gold gefördert. Ende des 19. Jahrhunderts öffnete Wŏnsan sich dem Außenhandel. Es werden Fisch, Reis, Sojabohnen, Bauholz und Graphit exportiert.

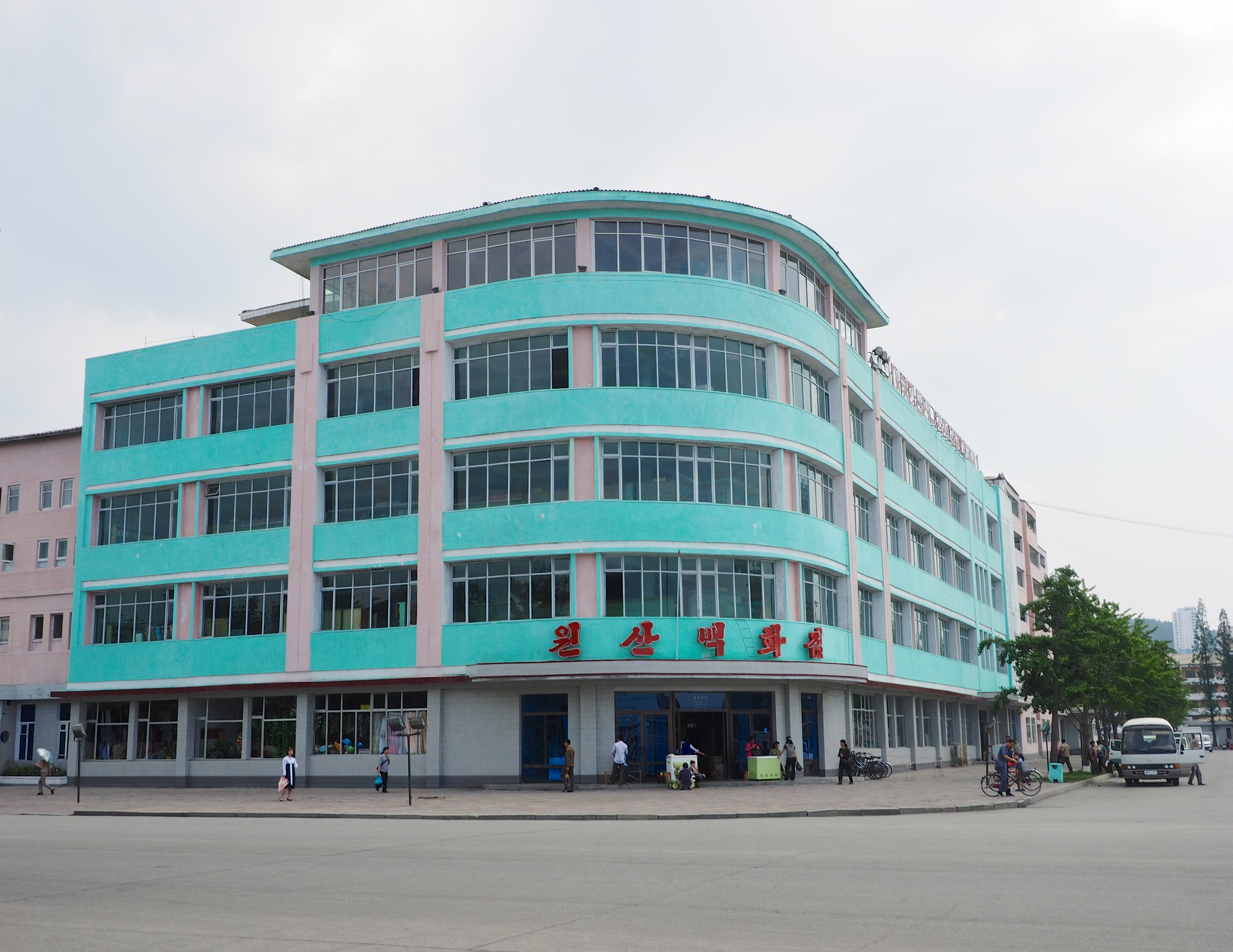
Kaufhaus in Wŏnsan

In der Stadt befinden sich eine große Erdölraffinerie, Betriebe des Fahrzeug- und Maschinenbaus, der Lebensmittelindustrie und ein Forschungszentrum für Meereserzeugnisse. Von Bedeutung für Wŏnsan sind auch die Herstellung von Reiswein und die Verarbeitung von Fisch.
Wŏnsan verfügt über eine Militärbasis.

### Verkehr
Wŏnsan ist Verkehrsknotenpunkt mit Straßen, Eisenbahn, Hafen und Flughafen. 1912 wurden die Eisenbahnverbindungen in die Hauptstadt Pjöngjang und nach Shenyang in der Republik China eingerichtet. Am 2. September 1978 wurde die Pjöngjang-Wŏnsan-Schnellstraße in Betrieb genommen.
Der Hafen der Stadt dient vor allem der Schiffsverbindung nach Japan. Hier verkehrten von 1971 bis 1992 die Man Gyong Bong und von 1992 bis 2006 ihre Nachfolgerin Man Gyong Bong 92 nach Niigata. Er besitzt ausgedehnte Hafenanlagen, die zum Teil auch für militärische Zwecke angelegt worden sind.
Vom Flughafen Wŏnsan starten meist Inlandsflüge, z. B. zum Flughafen Ch’ŏngjin.

## Klimatabelle
|                       | Jan  | Feb  | Mär  | Apr  | Mai  | Jun  | Jul  | Aug  | Sep  | Okt  | Nov  | Dez  |   |      |
| Mittl. Tagesmax. (°C) | 1,0  | 2,4  | 7,4  | 15,4 | 20,7 | 23,9 | 26,8 | 27,5 | 23,7 | 18,7 | 10,7 | 3,6  | ⌀ | 15,2 |
| Mittl. Tagesmin. (°C) | −8,1 | −6,7 | −1,6 | 4,8  | 10,1 | 15,0 | 19,5 | 20,2 | 14,7 | 8,2  | 1,4  | −5,1 | ⌀ | 6,1  |
|                       |      |      |      |      |      |      |      |      |      |      |      |      |   |      |
| Niederschlag (mm)     | 15   | 11   | 22   | 68   | 59   | 70   | 281  | 196  | 84   | 54   | 41   | 17   | Σ | 918  |
|                       |      |      |      |      |      |      |      |      |      |      |      |      |   |      |
| Sonnenstunden (h/d)   | 6,6  | 7,3  | 7,5  | 7,8  | 7,6  | 6,9  | 5,6  | 5,7  | 6,6  | 7,2  | 6,4  | 6,2  | ⌀ | 6,8  |
|                       |      |      |      |      |      |      |      |      |      |      |      |      |   |      |
| Luftfeuchtigkeit (%)  | 52   | 56   | 62   | 60   | 65   | 80   | 84   | 83   | 77   | 66   | 59   | 54   | ⌀ | 66,6 |

| −8,1 |

| −6,7 |

| −1,6 |

| 4,8 |

| 10,1 |

| 15,0 |

| 19,5 |

| 20,2 |

| 14,7 |

| 8,2 |

| 1,4 |

| −5,1 |

| −8,1 |

| −6,7 |

| −1,6 |

| 4,8 |

| 10,1 |

| 15,0 |

| 19,5 |

| 20,2 |

| 14,7 |

| 8,2 |

| 1,4 |

| −5,1 |

## Persönlichkeiten
- Murakami Genzō (1910–2006), japanischer Schriftsteller
- Kim Kwang-lim (1929–2024), Lyriker